# Акт о присяге
Акт о присяге, Тест-акт (англ. Test Act) — серия законов, принятых английским парламентом в 1661, 1673 и 1678 годах. В соответствии с ними лица, занимающие государственные и общественные должности в Англии, были обязаны давать присягу о том, что они не признают пресуществление (действительное претворение хлеба и вина в тело и кровь Христовы во время католической литургии — мессы), мессу и отказываются от почитания святых. Этим Актом католики фактически лишались возможности занимать какие-либо должности и посты в Англии.

### Акт о корпорациях 1661 года
Закон требовал от всех членов корпораций принесения клятвы верности монарху как главе государства и Англиканской церкви, принятия евхаристии в лоне Англиканской церкви в течение года после избрания и отказа от некоторых таинств пресвитерианской и католических церквей. Предыдущий закон о корпорациях Якова (Джеймса) I требовал только евхаристии.

### Акт о присяге 1673 года
Акт о присяге расширил рамки закона 1661 года, распространив похожие требования на всех государственных служащих (включая военнослужащих), и дополнительно включил требование от отказе от пресуществления. Таким образом, все государственные служащие и общественные деятели были обязаны официально перейти в лоно Англиканской церкви.
Число удовлетворявших требованиям Акта служащих было слишком мало, чтобы заместить все необходимые должности, поэтому большинство из них не принимали присягу, но тем не менее продолжали службу и для них ежегодно принимался закон о помиловании.

### Акт о присяге 1678 года
Принятый под влиянием выдуманного "папистского заговора", данный акт расширил действия присяги на членов Палаты лордов и Палаты общин - таким образом из Парламента были изгнаны все католики. Акт был в первую очередь направлен на "пять лордов-католиков", в том числе будущего короля Якова (Джеймса) II.

### История
При вступлении на престол Карла II в 1660 году одной из уступок настроению страны было обещание веротерпимости, причем имелись в виду главным образом требования диссидентов. В течение 12 лет, протекших между обещанием и исполнением, обстоятельства сильно изменились. В 1660 году католицизм был совершенно подавлен и не представлял никакой опасности; в 1672 году заигрывания с католической Францией и другие условия уже принесли свои плоды, и когда была издана «декларация об индульгенции» (веротерпимости), приостановившая действие репрессивных законов как против протестантских диссидентов, так и против католиков, всем стало ясно, что это открытый поворот в сторону терпимости к католикам. В обществе носились очень определенные слухи о том, что герцог Йоркский — наследник престола — католик, что высшие должности в армии находятся в руках католиков, что в Парламенте есть католики.
Парламент 1673 года, воспользовавшись неудачным исходом войны с Голландией, открыто выступил против декларации 1672 года. Петиция обеих палат ставила на вид королю, что множество католических священников и иезуитов посещают Лондон и разные провинции королевства, что их братства нашли приют даже в Сент-Джеймсском дворце; они обольщают народ и юношество, внушая им папистские убеждения; суды смотрят на них сквозь пальцы; им позволяют оставаться в должностях. Палаты объявляли, что не потерпят нарушения Конституции. За петицией последовал адрес, требовавший отмены декларации; в случае отказа палата грозила не дать субсидий. Король уступил; за адресом последовал билль, ставший потом законом под названием «Test Act».
На основании билля ни одно лицо не могло быть допущено к занятию какой-либо государственной или общественной должности, если оно не принесло присяги в подданстве и в супрематии, не приняло причащения по обряду англиканской церкви и не представило в том удостоверения священника и старосты приходской церкви вместе со свидетельством двух достойных доверия людей. Кроме того, от каждого лица, вступавшего в должность, требовалось собственноручно подписанное заявление, гласившее: «Свидетельствую, что я не верю, что в евхаристии совершается пресуществление, ни прежде, ни после освящения даров, кто бы ни совершал его». Это же заявление требовалось прочитать во всеуслышание. Партия католиков сильно встревожилась. Была сделана попытка заключить коалицию с протестантскими диссидентами, но она не удалась. Нонконформисты понимали, что главная часть Тест-акта, последняя, была направлена не против них, а против католиков, которые им были ещё более неприятны, чем представителям ортодоксального англиканизма. Депутат Лондона, пресвитерианизм которого ни для кого не был тайной, первый высказался за билль, указывая на то, что папизм — враг общий и что с ним надо бороться соединенными силами. Представители других течений присоединились к большинству по тем же соображениям, и билль гладко прошел в нижней палате Парламента. В верхней палате против него выступил сам лорд Клиффорд, один из самых влиятельных членов «КАБАЛ». Он назвал билль monstrum horrendum, informe, ingens и осыпал нижнюю палату самыми оскорбительными выражениями. В защиту билля выступил лорд-канцлер Шефтсбери, автор декларации, против которой он был направлен. Его защита убедила палату, и билль стал законом. Немедленно герцог Йоркский объявил себя католиком и сложил должность лорда-адмирала; то же сделал лорд-казначей Клиффорд, а за ними множество более мелких должностных лиц; другие, как например, Арлингтон, приняли присягу, оставаясь католиками.
Остаток царствования Карла II прошел в борьбе то тайной, то открытой между королём, стремившимся парализовать действие Тест-акта, и парламентом, стойко его охранявшим. Народ, перед которым постоянно вставал призрак опасности со стороны католицизма (папистский заговор 1679 года), поддерживал Парламент. Дело изменилось, когда на престол вступил герцог Йоркский под именем Якова II. Едва став королём, он стал наполнять армию католиками вопреки ясному смыслу Тест-акта, приветствовал отмену Нантского эдикта Людовиком XIV, запрещал проповеди против католицизма. В апреле 1687 года он издал новую декларацию о терпимости, которая предоставляла полную свободу всем диссидентам и фактически была отменою Тест-акта; но эта декларация стоила ему трона.
Когда вместе с Вильгельмом III воцарились вигские принципы, то, чтобы смягчить действие Тест-акта по отношению к протестантским диссидентам, придумали довольно ловкую фикцию — так называемое «временное согласие» с англиканской догмой (англ. occasional conformity): чиновник из протестантских диссидентов, вступая в должность, приносил установленную присягу, как бы временно переходя в англиканизм. Такой порядок держался до тех пор, пока при Анне не вошли в силу враждебные протестантским диссидентам и заигрывавшие с якобитами тори. Уже в 1705 году они пытались отменить фикцию «временного согласия», но виги, тогда ещё удерживавшие за собою большинство, не допустили этого. В 1711 году Болингброку удалось достигнуть цели, но ненадолго: при Георге I старый порядок, благоприятный протестантским диссидентам, был восстановлен.

### Отмена
Окончательное восстановление католиков в гражданских правах произошло только в 1828-1829 году с принятием Акта об отмене священной клятвы и Билля об эмансипации католиков.